# キダー郡 (ノースダコタ州)
キダー郡（英: Kidder County）は、アメリカ合衆国ノースダコタ州の南部に位置する郡である。2010年国勢調査での人口は2,435人であり、2000年の2,753人から11.6％減少した。郡庁所在地はスティール市（人口715人）であり、同郡で人口最大の自治体でもある。

## 歴史
キダー郡は1872年から1873年にダコタ準州議会が創設し、郡名は1875年から1879年までアメリカ合衆国下院へのダコタ準州代表、1865年から1875年と1879年から1883年まで準州最高裁判所の陪席判事を務めたジェファーソン・パリッシュ・キダーに因んで名付けられた。郡政府は1881年3月22日に初めて組織化され、郡庁所在地はその時以来一貫してスティールにある。

## 地理
アメリカ合衆国国勢調査局に拠れば、郡域全面積は1,433平方マイル (3,711.5 km2)であり、このうち陸地は1,351平方マイル (3,499.1 km2)、水域は82平方マイル (212.4 km2)で水域率は5.75％である。

### 主要高規格道路
- 州間高速道路94号線
- ノースダコタ州道3号線
- ノースダコタ州道36号線

### 隣接する郡
- ウェルズ郡 - 北
- スタッツマン郡 - 東
- ローガン郡 - 南
- エモンズ郡 - 南西
- バーリー郡 - 西
- シェリダン郡 - 北西

### 国立保護地域
- ハッチンソン湖国立野生生物保護区
- ジョージ湖国立野生生物保護区
- ロング湖国立野生生物保護区(part)
- スレイド国立野生生物保護区

## 湖
- アルカライン湖
- ハーカー湖
- イザベル湖
- ロング湖
- アッパーハーカー湖

## 人口動態
以下は2000年の国勢調査による人口統計データである。
| 基礎データ - 人口: 2,753人 - 世帯数: 1,158 世帯 - 家族数: 787 家族 - 人口密度: 1人/km2（2人/mi2） - 住居数: 1,610軒 - 住居密度: 0軒/km2（1軒/mi2） 人種別人口構成 - 白人: 99.49% - アフリカン・アメリカン: 0.18% - ネイティブ・アメリカン: 0.11% - アジア人: 0.07% - 混血: 0.15% - ヒスパニック・ラテン系: 0.58% 先祖による構成 - ドイツ系：64.2％ - ノルウェー系：15.4％ 年齢別人口構成 - 18歳未満: 23.2% - 18-24歳: 5.0% - 25-44歳: 22.9% - 45-64歳: 24.9% - 65歳以上: 24.0% - 年齢の中央値: 44歳 - 性比（女性100人あたり男性の人口） - 総人口: 103.2 - 18歳以上: 100.1 | 世帯と家族（対世帯数） - 18歳未満の子供がいる: 27.2% - 結婚・同居している夫婦: 60.7% - 未婚・離婚・死別女性が世帯主: 4.1% - 非家族世帯: 32.0% - 単身世帯: 29.9% - 65歳以上の老人1人暮らし: 17.7% - 平均構成人数 - 世帯: 2.34人 - 家族: 2.91人 収入と家計 - 収入の中央値 - 世帯: 25,389米ドル - 家族: 30,469米ドル - 性別 - 男性: 23,056米ドル - 女性: 17,250米ドル - 人口1人あたり収入: 14,270米ドル - 貧困線以下 - 対人口: 19.8% - 対家族数: 17.6% - 18歳未満: 20.4% - 65歳以上: 23.3% |

## 都市と町

### 都市
- ドーソン
- プティボーン
- ロビンソン
- スティール - 郡庁所在地
- タッペン
- タトル

注: ノースダコタ州の法人化された自治体は、その大きさに拠らず全て「市」になる

### 郡区
| - アレン - アトウッド - ベイカー - バッキー - バンカー - チェスティナ - クリアレイク - クラウンヒル - クリスタルスプリングス - エクセルシア | - フレッティム - グラフ - ヘインズ - キカプー - レイクウィリアムズ - マニング - マーケル - ノースウェスト - ピース - ピーターズビル | - プティボーン - プレザントヒル - キンビー - レクサイン - ロビンソン - シブリー - スチュワート - タナー - タッペン - タトル | - バレー - バーノン - ウォレス - ワイザー - ウェストフォード - ウィリアムズ - ウッドローン |